# 9月20日
9月20日（くがつはつか）は、グレゴリオ暦で年始から263日目（閏年では264日目）にあたり、年末まであと102日ある。

## できごと

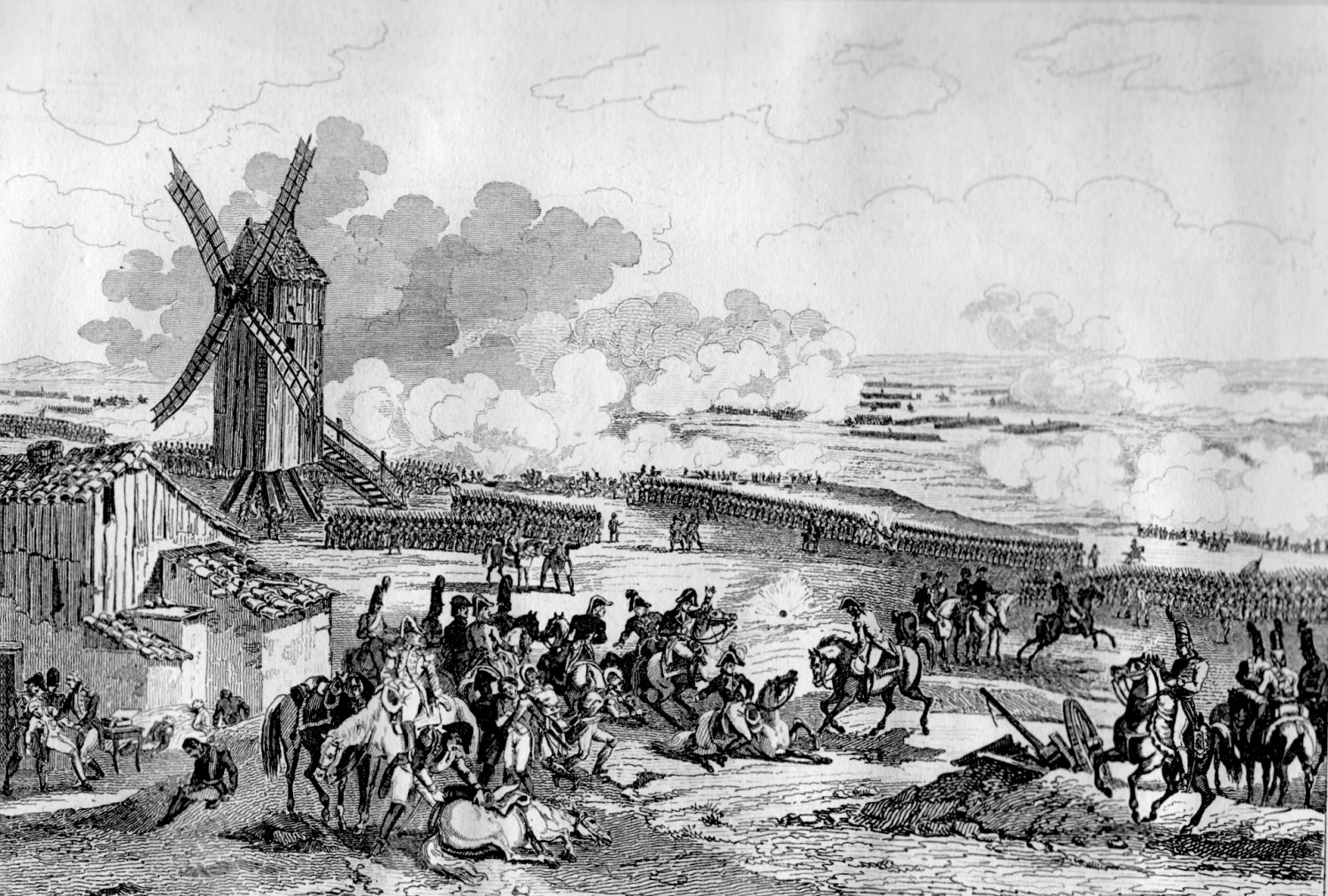
ヴァルミーの戦い(1792年)

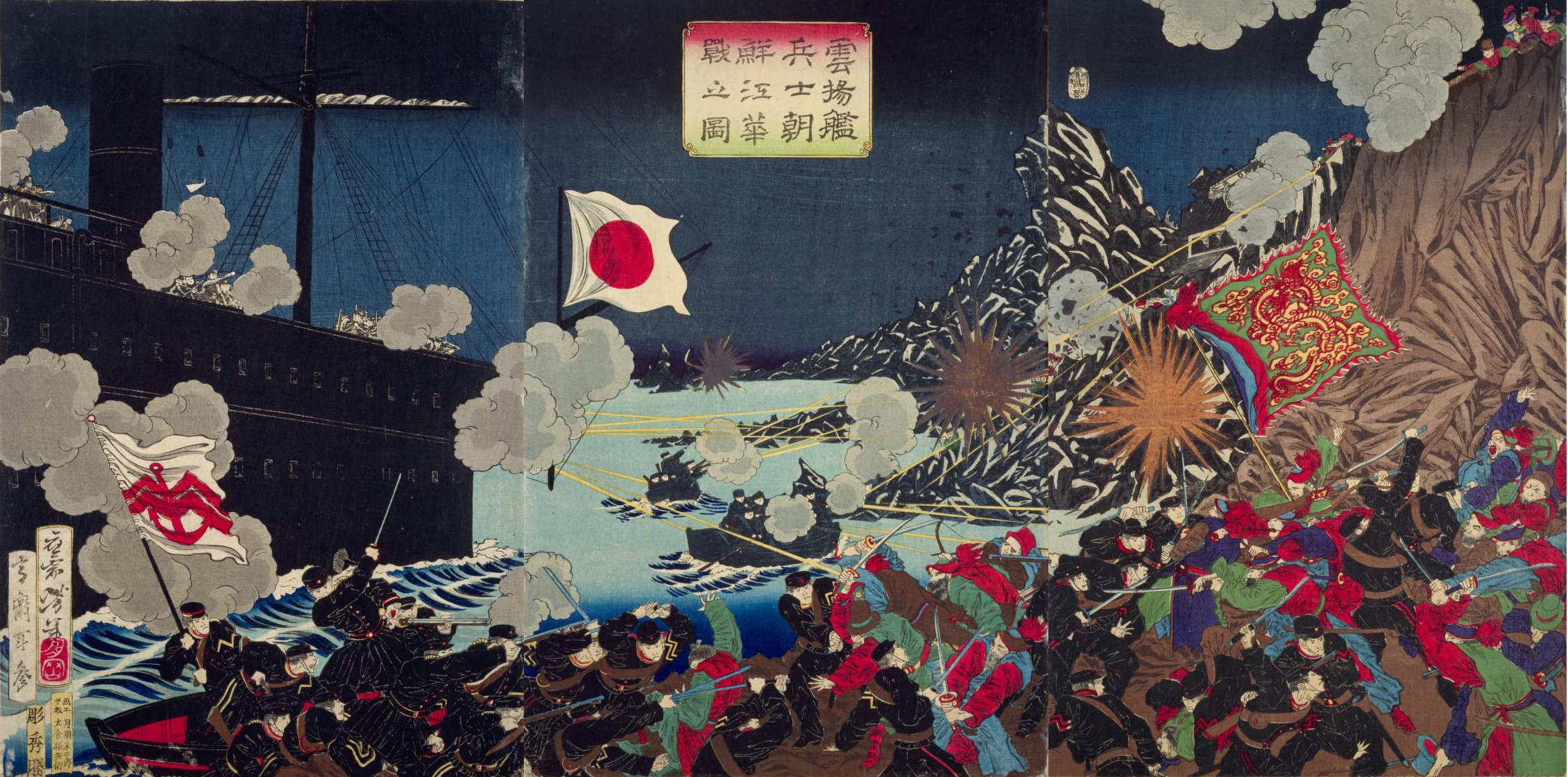
江華島事件（1875年）

- 紀元前480年 - サラミスの海戦（9月29日説あり）。アテネ南西の水道でギリシャ軍が約2倍のペルシャ軍を撃滅。
- 1058年 - アグネス・フォン・ポワトゥーとハンガリー王アンドラーシュ1世がブルゲンラントの国境についての会合を行う。
- 1066年 - フルフォードの戦い。
- 1187年 - サラディンによるエルサレム包囲戦 (1187年)（英語版）が開始。
- 1260年 - プロイセン人によるドイツ騎士団に対するプロイセン大反乱（英語版）が始まる。
- 1336年（延元元年/建武3年8月15日） - 北朝の光明天皇が即位。再び南北朝分離へ。
- 1378年 - 教会大分裂: 4月に選出されたローマ教皇ウルバヌス6世を支持しないフランス人枢機卿が独自に教皇選挙を行い、その結果ロベール・ド・ジュネーヴがクレメンス7世として即位。教会大分裂の始まり。
- 1498年（明応7年8月25日） - 明応地震、鎌倉大仏の大仏殿が数メートル級の津波により流される。
- 1519年 - マゼランが5隻の軍艦・265人でスペインを出航、世界一周航海に出発。
- 1580年（天正8年8月12日） - 織田信長が、佐久間信盛に19ヶ条にわたる折檻状を突きつけ追放。
- 1609年 - オランダ東インド会社が平戸に日本支社の商館を開設。
- 1620年（元和6年8月24日） - 伊達政宗の使節としてスペインに赴いた支倉常長が7年振りに帰国。
- 1697年 - レイスウェイク条約が締結され、大同盟戦争（プファルツ継承戦争）が終結。
- 1737年 - デラウェア州のウォーキング買収（英語版）が完了。
- 1792年 - フランス革命: フランスで初の男子普通選挙による議会である国民公会が召集。
- 1792年 - フランス革命戦争: ヴァルミーの戦い。
- 1807年（文化4年8月19日） - 永代橋崩落事故。深川富岡八幡宮の祭礼に詰め掛けた群衆が大勢巻き込まれ、1,400名もの死者・行方不明者が出た。
- 1835年 - ファラーポス戦争（英語版）開始。ブラジルの反政府勢力がポルト・アレグレを占領。
- 1848年 - アメリカ科学振興協会設立。
- 1854年 - クリミア戦争: アルマの戦い（英語版）。セヴァストーポリ要塞の攻略を目指すイギリス・フランス・オスマン帝国同盟軍がアルマ河でロシア軍と対戦。
- 1860年 - エドワード7世が、プリンス・オブ・ウェールズとしては初となる北米訪問を行う。
- 1869年（明治2年8月15日） - 明治政府が蝦夷地を「北海道」と改称する布告。
- 1870年 - イタリア王国によるローマ占領（英語版）
- 1871年 - メラネシアの最初の司教であるジョン・コールリッジ・パテソン（英語版）司教が、現在ソロモン諸島にあるヌカプ（英語版）で殉教。
- 1875年 - サルディニア王国が改名したイタリア王国がローマ教皇領を併合し、イタリア地域の統一を完成。（東京書籍　世界史Ａの教科書より）
- 1875年 - 江華島事件: 日本海軍の軍艦「雲揚」が朝鮮漢江河口の江華島附近で朝鮮守備隊と交戦。
- 1881年 - 米大統領ジェームズ・ガーフィールドの暗殺に伴い、副大統領チェスター・A・アーサーが第21代大統領に就任。
- 1886年 - 大阪紡績が夜間照明に日本の民間初の電灯となるアーク灯を使用。
- 1903年 - 日本初の営業バスが京都市内を走行した[1]。
- 1909年 - イギリスで「職業紹介所法」成立、失業保険制度が開始。
- 1909年 - イギリスで南アフリカ法 (1909年)（英語版）が国王の裁可を受け成立。翌1910年5月31日施行。
- 1911年 - 山田猪三郎考案の山田式飛行船が東京上空を初飛行。（空の日）
- 1911年 - オリンピック号がイギリス海軍のエドガー級防護巡洋艦「ホーク」と衝突。タイタニック号の事故と並び当時最大だった同客船の不沈伝説を崩す一件となった。
- 1920年 - アイルランド独立戦争: バルブリガンの略奪（英語版）
- 1923年 - ワシントン海軍軍縮条約に基づき、日本海軍の戦艦「三笠」「薩摩」「安芸」「香取」「鹿島」、巡洋戦艦「生駒」「鞍馬」「伊吹」が除籍。
- 1925年 - 東京六大学野球リーグ戦が開幕。
- 1927年 - 日本海軍の青葉型重巡洋艦「青葉」が竣工。
- 1941年 - 第二次世界大戦・リトアニアにおけるホロコースト: ネメンチネにて虐殺が行われ403人が死亡。
- 1945年 - 「ポツダム」宣言ノ受諾ニ伴ヒ発スル命令ニ関スル件（ポツダム緊急勅令）公布・即日施行。
- 1945年 - 文部省が教科書の戦時教育部分の削除を通達。生徒に墨で塗りつぶさせる「墨塗り教科書」となる。
- 1945年 - 連合国軍最高司令官総司令部から発行停止処分を受けた朝日新聞が前日に続き休刊[2]。
- 1946年 - 第1回カンヌ国際映画祭開催。
- 1946年 - デンマーク王クリスチャン10世が14日のフェロー諸島独立国民投票 (1946年)（英語版）で賛成多数となったフェロー諸島の独立を無効にする。
- 1948年 - 花森安治が『美しい暮しの手帖』（『暮しの手帖』の前身）を創刊。
- 1949年 - 武生事件。福井地裁・福井地検武生支部の建物が放火により全焼。
- 1950年 - GHQが米兵と日本人女性の結婚禁止令を解除。
- 1951年 - 詩人・峠三吉が『原爆詩集』をガリ版刷りにより発行。
- 1954年 - 第1期全国人民代表大会で「中華人民共和国憲法」を採択。
- 1955年 - ソ連と東ドイツの関係に関する条約（英語版）が調印される。
- 1957年 - 糸川英夫東京大学教授らが、初の国産観測ロケット「カッパー4C型」の打上げ実験に成功。
- 1960年 - 福岡県田川郡川崎町の中元寺川の堤防が集中豪雨により決壊。上尊鉱業豊州炭鉱の坑内が水没して、67人が死亡[3]。
- 1961年 - 武州鉄道汚職事件で楢橋渡元運輸相夫妻を逮捕。
- 1961年 - コンスタンティノス・ドーヴァス（英語版）がギリシャの暫定首相に就任。
- 1962年 - 民間のテレビ視聴率調査会社のビデオリサーチが設立。
- 1972年 - 王貞治（巨人）が村山実（阪神）から7試合連続となる本塁打を放つ。
- 1973年 - 衆議院が、北方領土の返還に関する決議を全会一致で可決。
- 1977年 - ベトナム社会主義共和国が国連に加盟。
- 1982年 - ナショナルフットボールリーグのアメリカンフットボール選手が57日間のストライキを開始。
- 1984年 - 車の中から自爆テロ犯がレバノンのベイルートにある米国大使館を攻撃（1984 United States embassy annex bombing in Beirut）し、22人が死亡。
- 1986年 - ウルグアイで開催されたGATT閣僚会議で多角的新貿易交渉（ウルグアイ・ラウンド）の開始を宣言。
- 1987年 - 第42回国体夏季大会（海邦国体）が沖縄県で開幕し、国体が全都道府県を一巡。
- 1987年 - おニャン子クラブが代々木第一体育館でのライブを最後に解散。
- 1990年 - 南オセチアがグルジアからの独立を宣言。
- 1994年 - イチローがNPB史上初のシーズン200安打を達成。
- 1998年 - ボルチモア・オリオールズのカル・リプケン・ジュニアが2,632試合連続出場を達成。
- 2001年 - この日の演説で、米国大統領ジョージ・ブッシュが「対テロ戦争」を宣言。
- 2008年 - イスラマバード・マリオット・ホテル爆破テロ事件。
- 2011年 - アメリカ政府が「Don't_ask,_don't_tell」の方針を終了。
- 2014年 - ISILに拉致されていたトルコ人ら46人が無事解放され帰国[4]。
- 2017年 - 核兵器禁止条約の署名が開始[5]。
- 2018年 - 自由民主党総裁選挙で安倍晋三が3選を果たす[6]。
- 2019年 - ラグビーワールドカップ日本大会が東京スタジアムで開幕する。
- 2019年 - グローバル気候マーチ: 世界最大規模の気候ストライキが始まる[7]。
- 2019年 - スリーマイル島原子力発電所1号機の営業運転が終了[8]。

## 誕生日

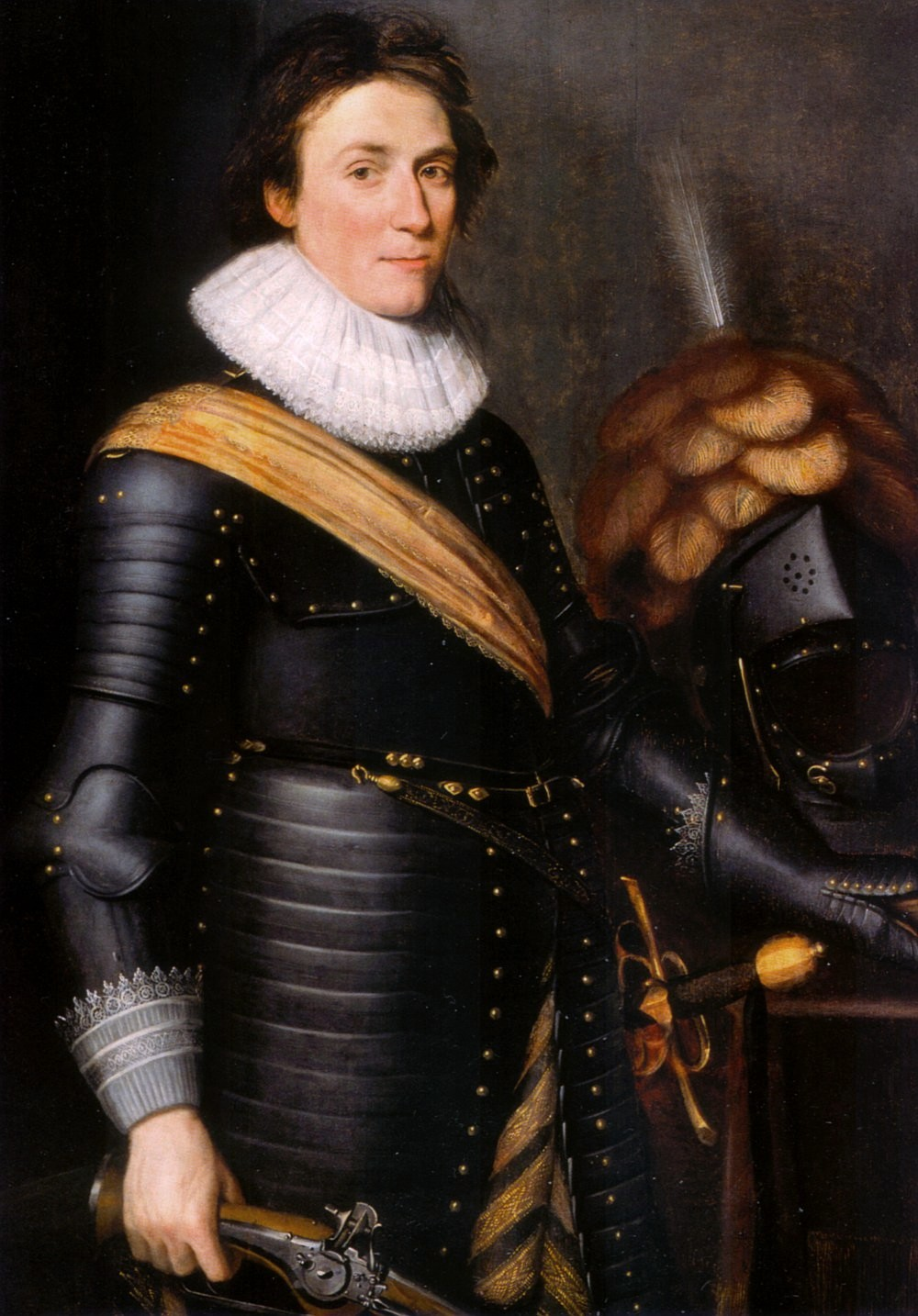
ブラウンシュヴァイク＝リューネブルク公クリスティアン(1599-1626)誕生。

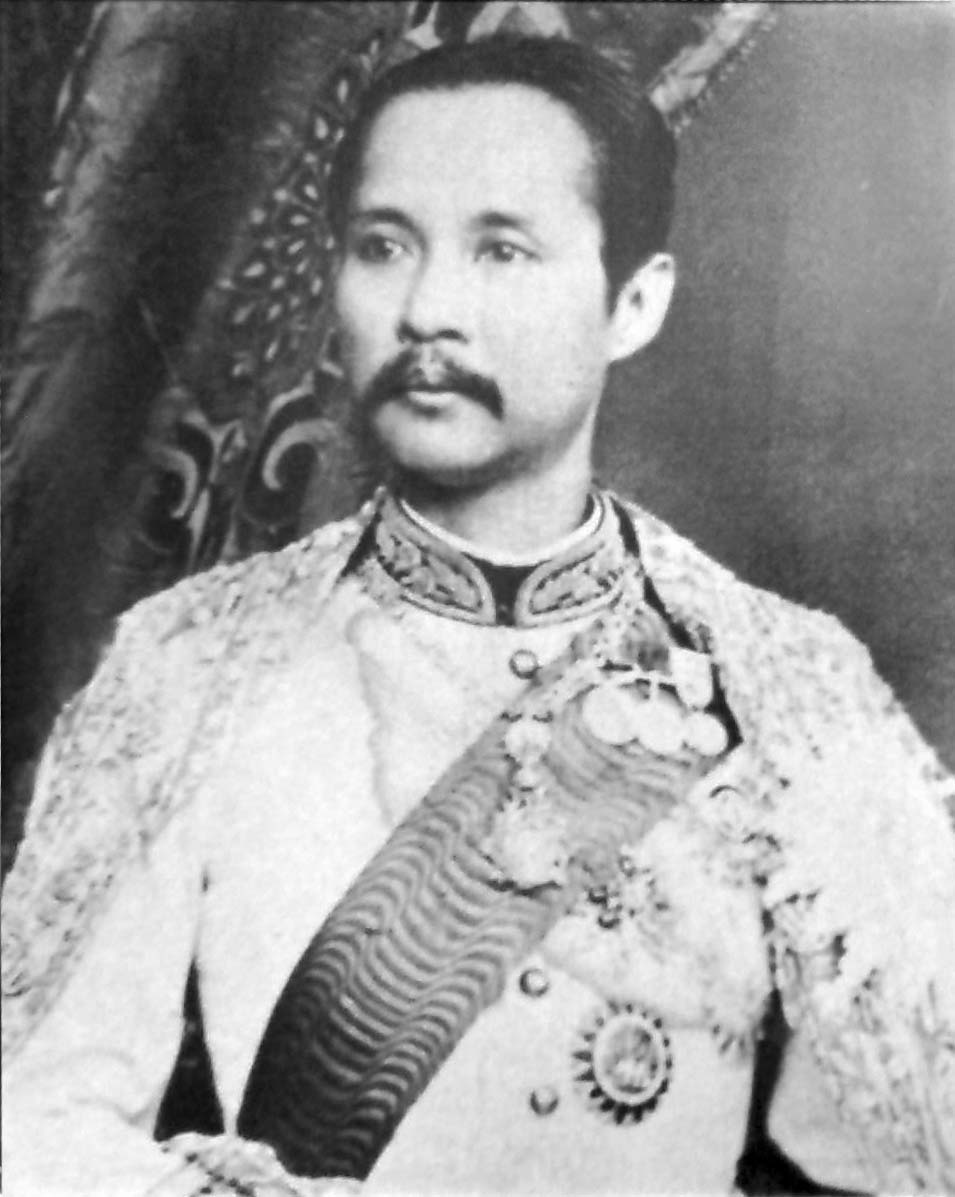
タイ国王ラーマ5世(1853-1910)誕生。

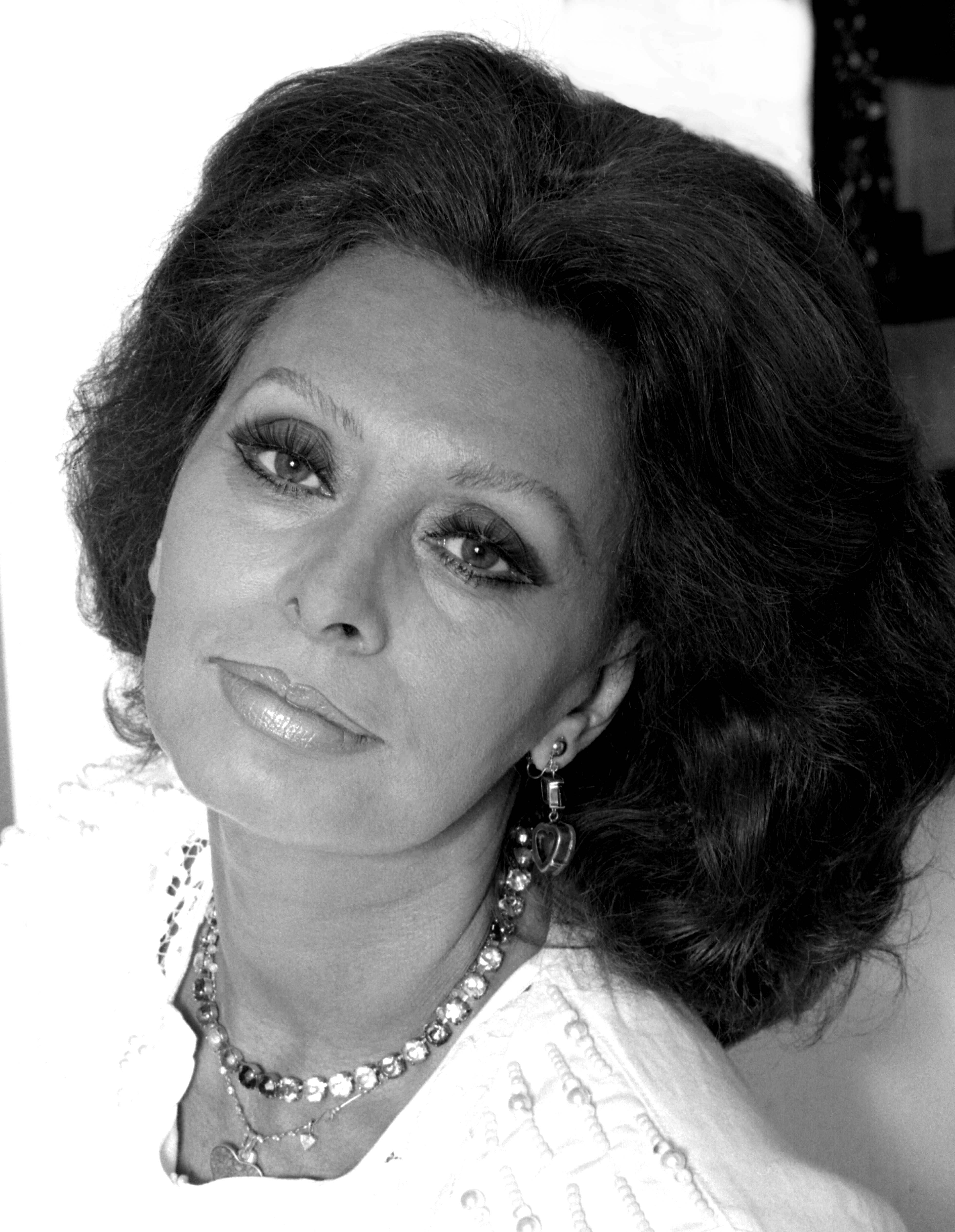
ソフィア・ローレン(1934-)誕生。

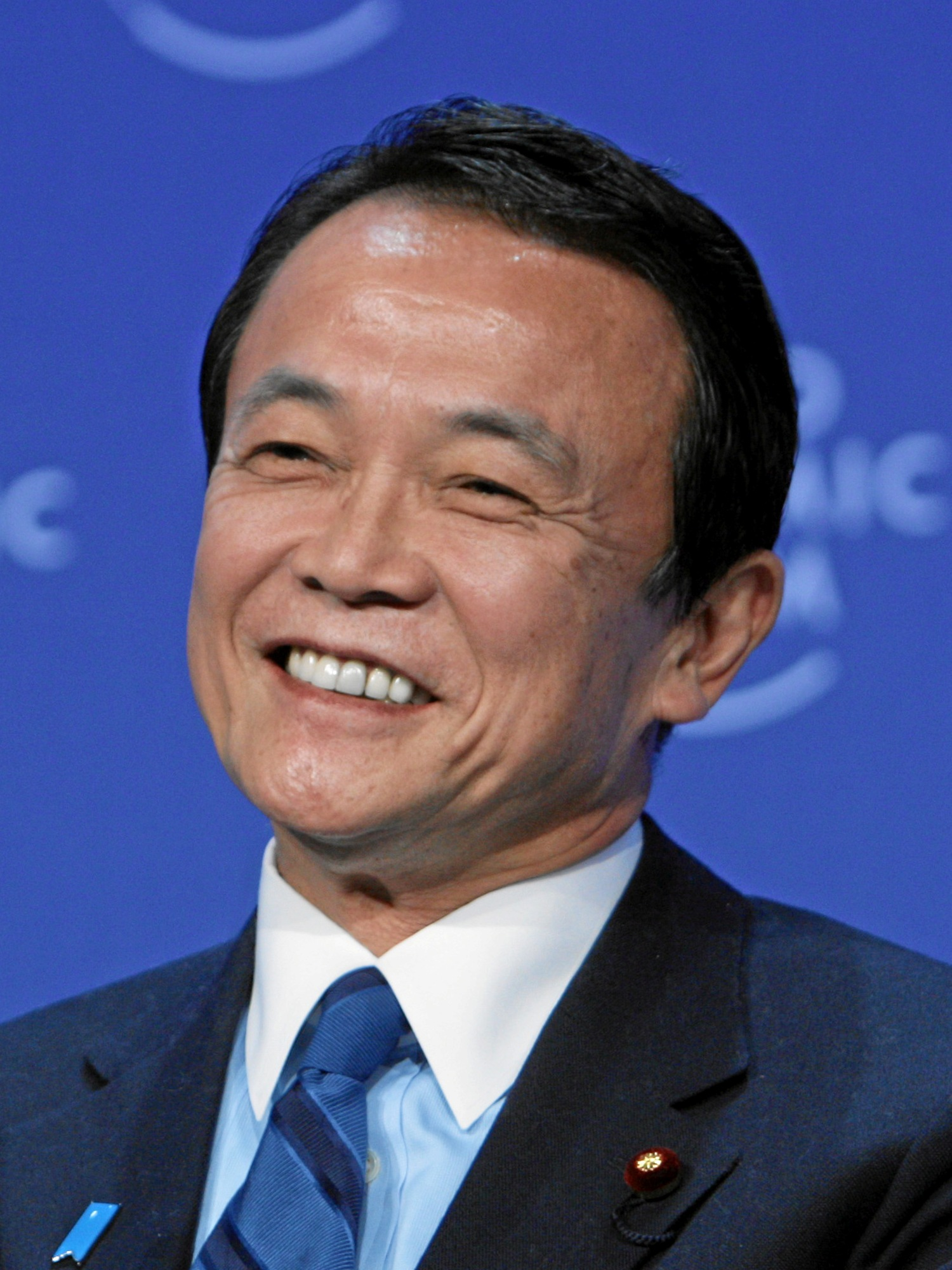
麻生太郎(1940-)誕生。

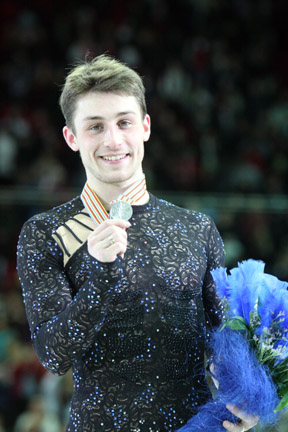
ブライアン・ジュベール(1984-)誕生。

- 1486年 - アーサー・テューダー、イギリス王太子（+ 1502年）
- 1564年（永禄7年8月15日） - 水野勝成、備後福山藩初代藩主（+ 1651年）
- 1593年 - ゴットフリート・シェート（英語版）、オルガニスト（+ 1661年）
- 1599年 - クリスティアン・フォン・ブラウンシュヴァイク＝ヴォルフェンビュッテル、プロテスタント派指導者（+ 1626年）
- 1608年 - ジャン＝ジャック・オリエ（英語版）、司祭（+ 1657年）
- 1613年 - ジャン・フランソワ・ポール・ド・ゴンディ（英語版）、枢機卿、フロンドの乱参加者（+ 1679年）
- 1614年 - マルティノ・マルティニ、イエズス会修道士・中国学者（+ 1661年）
- 1631年（寛永8年8月24日） - 小笠原貞信、越前勝山藩初代藩主（+ 1714年）
- 1636年（寛永13年8月21日） - 大村純長、肥前大村藩4代藩主（+ 1706年）
- 1663年 - ピッロ・アルベルガティ（英語版）、貴族、作曲家（+ 1735年）
- 1677年（延宝5年8月24日） - 毛利吉元、長門長州藩5代藩主（+ 1731年）
- 1713年（正徳3年8月1日） - 松平明矩、播磨姫路藩初代藩主（+ 1749年）
- 1723年（享保8年8月21日） - 仙石政辰、但馬出石藩3代藩主（+ 1779年）
- 1778年 - ファビアン・ゴットリープ・フォン・ベリングスハウゼン、ロシア海軍大将、南極大陸発見者（+ 1852年）
- 1812年（文化9年8月15日） - 池田清直、因幡若桜藩8代藩主（+ 1858年）
- 1819年 - テオドール・シャセリオー、画家（+ 1856年）
- 1822年 - エリザベス・スミス・ミラー、社会事業家（+1911年）
- 1829年（文政12年8月23日） - 米津政易、出羽長瀞藩3代藩主（+ 1873年）
- 1830年（天保元年8月4日） - 吉田松陰 、長州藩士、思想家、教育者（+ 1859年）
- 1833年 - エルネスト・テオドロ・モネータ、ジャーナリスト、平和運動家（+ 1918年）
- 1837年（天保8年8月21日） - 浜田彦蔵、通訳、貿易商（+ 1897年）
- 1842年 - ジェイムズ・デュワー、化学者、物理学者（+ 1923年）
- 1847年 - スザンナ・ルビンスタイン（英語版）、心理学者（+ 1914年）
- 1849年（嘉永2年8月4日） - 松平直致、播磨明石藩10代藩主（+ 1884年）
- 1851年 - ヘンリー・アーサー・ジョーンズ（英語版）、劇作家（+ 1929年）
- 1853年 - ラーマ5世、シャム（タイ）チャクリー王朝第5代国王（+ 1910年）
- 1860年 - ヘンリー・ボイル、プロ野球選手（+ 1932年）
- 1863年 - アンドリュー・アモス（英語版）、サッカー選手（+ 1931年）
- 1866年 - フェルディナンド・ロット（英語版）、歴史家（+ 1952年）
- 1872年 - モーリス・ガムラン、軍人（+ 1958年）
- 1873年 - フェレンク・シス（英語版）、レーシングドライバー（+ 1944年）
- 1875年 - マティアス・エルツベルガー、政治家、財務大臣（+ 1921年）
- 1878年 - アプトン・シンクレア、小説家（+ 1968年）
- 1878年 - フランシスコ・ラゴス・チャザロ（英語版）、メキシコ大統領代理（+ 1932年）
- 1879年 - ヴィクトル・シェストレム、映画監督、脚本家（+ 1960年）
- 1880年 - 大山郁夫、政治家、政治学者（+ 1955年）
- 1880年 - イルデブランド・ピツェッティ、作曲家（+ 1968年）
- 1882年 - 杉本京太、発明家、実業家（+ 1972年）
- 1884年 - マックス・パーキンズ、書籍編集者（+ 1947年）
- 1885年 - エンリコ・ミッツィ（英語版）、政治家、第6代マルタ首相（+ 1950年）
- 1886年 - ツェツィーリエ・フォン・メクレンブルク＝シュヴェリーン、ドイツ皇太子妃（+ 1954年）
- 1887年 - 黒田重太郎、画家（+ 1970年）
- 1889年 - チャールズ・レイドパス、陸上競技選手（+ 1975年）
- 1890年 - 大野伴睦、政治家、第42・43代衆議院議長（+ 1964年）
- 1890年 - キャスリン・パーロー、ヴァイオリニスト（+ 1963年）
- 1891年 - トマス・ガリード・カナバル（英語版）、政治家（+ 1943年）
- 1893年 - ハンス・シャロウン、建築家（+ 1972年）
- 1898年 - 中山伊知郎、経済学者（+ 1980年）
- 1898年 - ノーマン・ゼノス・マクラウド（英語版）、映画監督（+ 1964年）
- 1899年 - レオ・シュトラウス、政治哲学者（+ 1973年）
- 1902年 - スティーヴィー・スミス（英語版）、作家（+ 1971年）
- 1903年 - ヴィリー・シェーラー、陸上競技選手（+ 1982年）
- 1905年 - 杉本健吉、画家（+ 2004年）
- 1906年 - 石塚友二、俳人、小説家、編集者（+ 1986年）
- 1906年 - ジャン・ドレヴィル（英語版）、俳優、映画監督（+ 1997年）
- 1908年 - アレクサンダー・ミッチャーリヒ（英語版）、精神分析医（+ 1982年）
- 1910年 - 田中龍夫、政治家（+ 1998年）
- 1914年 - ケネス・モア、俳優（+ 1982年）
- 1914年 - マルセル・キント、自転車競技（ロードレース）選手（+ 2002年）
- 1915年 - 藤堂明保、中国語学者、中国文学者（+ 1985年）
- 1915年 - 海蔵寺弘司、元プロ野球選手（+ 没年不詳）
- 1916年 - 小田切秀雄、文芸評論家（+ 2000年）
- 1917年 - 遠藤忠二郎、元プロ野球選手（+ 没年不詳）
- 1917年 - 小田切美文、物理学者、統計学者、情報学者（+ 1991年）
- 1917年 - オブドゥリオ・バレラ、サッカー選手（+ 1996年）
- 1917年 - オルガ・ダール（英語版）、系図学者（+ 2009年）
- 1917年 - フェルナンド・レイ、俳優（+ 1994年）
- 1917年 - レッド・アワーバック、バスケットボール指導者（+ 2006年）
- 1918年 - アルド・ロンコーニ、自転車競技選手（+ 2012年）
- 1919年 - 白木義一郎、元プロ野球選手（+ 2004年）
- 1921年 - チコ・ハミルトン、ドラマー（+ 2013年）
- 1922年 - 伊佐二久、陸軍軍人、医師、著作家
- 1922年 - 佐藤巧、工学者、建築学者、建築史家（+ 2018年）
- 1922年 - ウィリアム・カペル、ピアニスト（+ 1953年）
- 1923年 - 根上淳、俳優（+ 2005年）
- 1923年 - 植田隼美、元プロ野球選手
- 1923年 - アッキネーニ・ナゲシュワラ・ラオ、俳優（+ 2014年）
- 1923年 - モーリス・ソーヴェ（英語版）、経済学者（+ 1992年）
- 1924年 - 梅澤博臣、物理学者、アルバータ大学名誉教授（+ 1995年）
- 1925年 - 大塚芳満、実業家、大塚製薬元会長（+1999年）
- 1925年 - ラーマ8世、タイ・チャクリー王朝第8代国王（+ 1946年）
- 1925年 - ジェイムズ・バーナード、作曲家（+ 2001年）
- 1926年 - リベロ・リベラーティ、オートバイレーサー（+ 1962年）
- 1926年 - 石井庄八、レスリング選手（+ 1980年）
- 1927年 - レッド・ミッチェル、ジャズ・ダブルベース奏者、作詞家、詩人、作曲家（+ 1992年）
- 1927年 - コレット・ボヌール（英語版）、歌手（+ 1966年）
- 1927年 - ジョン・ダンクワース（英語版）、サックス奏者（+ 2010年）
- 1927年 - レイチェル・ロバーツ、女優（+ 1980年）
- 1928年 - 橋爪四郎、元オリンピック競泳選手（+2023年）
- 1928年 - ドナルド・ホール（英語版）、詩人（+ 2018年）
- 1929年 - アン・メイラ、女優（+ 2015年）
- 1929年 - ヴィットリオ・タヴィアーニ、映画監督、脚本家（+ 2018年）
- 1930年 - リチャード・モンタギュー、数学者、論理学者、言語哲学者（+ 1971年）
- 1931年 - チュート・ソンスリ（英語版）、映画監督（+ 2006年）
- 1932年 - 中村宏、画家
- 1932年 - 坂本登、元プロ野球選手（+ 1989年）
- 1933年 - デニス・ヴァイオレット、元プロサッカー選手（+ 1999年）
- 1934年 - ソフィア・ローレン、女優
- 1934年 - 末吉興一、政治家
- 1934年 - ハミト・カプラン（英語版）、レスリング選手（+ 1976年）
- 1934年 - 窪田孝行、空手家
- 1934年 - ジェフ・モリス、俳優（+ 2004年）
- 1935年 - デヴィッド・ペッグ（英語版）、サッカー選手（+ 1958年）
- 1935年 - オルランド・ペサーニャ・デ・カルヴァーリョ、サッカー選手（+ 2010年）
- 1935年 - キース・ロバーツ、SF作家（+ 2000年）
- 1936年 - アンドリュー・デイヴィス、作家
- 1937年 - 福井爽人、日本画家
- 1937年 - 山本文男、元プロ野球選手、審判
- 1937年 - 野呂邦暢、小説家（+ 1980年）
- 1937年 - ビルギッタ・ダール（英語版）、スウェーデン環境大臣
- 1937年 - ギャリー・ジョンソン（英語版）、軍人
- 1937年 - モニカ・ゼタールンド、歌手、女優（+ 2005年）
- 1938年 - 守屋浩、歌手（+ 2020年[9]）
- 1938年 - 鷲尾悦也、労働運動家、第3代連合会長（+ 2012年）
- 1938年 - エリック・ゲイル、セッション・ギタリスト（+ 1994年）
- 1938年 - 吉田英司、元プロ野球選手
- 1939年 - 黒川雄二、基礎医学研究者、厚生労働技官
- 1939年 - ピーター・ラドフォード、陸上競技選手
- 1940年 - 麻生太郎、政治家、第92代内閣総理大臣
- 1940年 - 大沢辰美、政治家
- 1940年 - ウィリアム・フィンレイ、俳優（+ 2012年）
- 1940年 - ブルハーヌッディーン・ラッバーニー、初代アフガニスタン・イスラーム国大統領（+ 2011年）
- 1941年 - ハンフリー・ナイプ、著作家、脚本家（+ 2023年）
- 1941年 - デイル・チフーリ、ガラス彫刻家
- 1942年 - 三宅榛名、ピアニスト
- 1942年 - ローズ・フランシーヌ・ロゴンベ、ガボン暫定大統領（+ 2015年）
- 1943年 - 大島正太郎、外交官
- 1943年 - 窪田忠雄、アニメーション美術監督
- 1943年 - サニ・アバチャ、軍人、政治家、ナイジェリア第10代大統領（+ 1998年）
- 1943年 - 関根忍、柔道家（+ 2018年）
- 1944年 - 村井國夫、俳優
- 1945年 - 中島葵、女優（+1991年）
- 1945年 - 范徐麗泰、政治家
- 1947年 - 小田和正、歌手
- 1947年 - ミア・マルティーニ、歌手（+ 1995年）
- 1947年 - ブルース・パスタナック（英語版）、実業家、スペシャルオリンピックス国際本部会長（+ 2021年）
- 1947年 - パトリック・ポワーヴル・ダルヴォル（英語版）、ジャーナリスト
- 1948年 - 南城竜也、元俳優
- 1948年 - ジョージ・R・R・マーティン、作家
- 1948年 - マヘシュ・バット、映画監督
- 1948年 - チャック・パノッツォ（英語版）、ミュージシャン
- 1948年 - ジョン・パノッツォ（英語版）、ミュージシャン（+ 1996年）
- 1948年 - 新居千秋、建築家
- 1949年 - 浅野哲夫、計算機科学者
- 1949年 - 大塚富夫、アナウンサー
- 1949年 - アンソニー・ジョン・デニソン、俳優
- 1950年 - すがやみつる、漫画家
- 1951年 - 小橋英明、元野球選手
- 1951年 - ギイ・ラフレール、アイスホッケー選手
- 1951年 - グレッグ・バレンタイン、プロレスラー
- 1951年 - ハビエル・マリアス、翻訳家、作家（+ 2022年）
- 1952年 - 五十嵐淳子、女優
- 1952年 - 山田泰彦、法学者（+ 2006年）
- 1953年 - ロッキー・マッチョーリ、プロボクサー
- 1954年 - ヘンリ・サミュエリ、実業家、Broadcom設立者
- 1955年 - ホセ・リヴェロ（英語版）、ゴルファー
- 1956年 - ゲイリー・コール、俳優
- 1956年 - スティーヴ・コールマン、サックス奏者
- 1957年 - 福原峰夫、元プロ野球選手
- 1957年 - 中村尚登、報道記者、アナウンサー
- 1957年 - ウラジーミル・トカチェンコ（英語版）、バスケットボール選手
- 1958年 - ミヤコ、漫才師（非常階段）（+ 1996年）
- 1958年 - マイケル・ダナ、作曲家
- 1958年 - アーン・アンダーソン、プロレスラー
- 1959年 - 三原康可、俳優、歌手、音楽プロデューサー
- 1959年 - 石川ひとみ、歌手
- 1959年 - 工藤統太郎、演出家、TVディレクター、イベントプロデューサー
- 1959年 - 飯田正男、元プロ野球選手
- 1959年 - ジョアンナ・ドマンスカ（英語版）、ピアニスト
- 1959年 - メラル・オカイ（英語版）、女優選手（+2012年）
- 1959年 - ホルヘ・ヴィアナ（英語版）、政治家
- 1960年 - 玉井たけし、漫画家（+ 2004年）
- 1960年 - アリス・ブラウン、陸上競技選手
- 1960年 - 山口美江、実業家、タレント（+ 2012年）
- 1960年 - ジェームズ・パウェルチェイク、宇宙飛行士
- 1960年 - ピーター・フェルプス（英語版）、俳優
- 1962年 - 山本譲司、政治家、ジャーナリスト
- 1962年 - 矢口壹琅、プロレスラー、音楽家、俳優
- 1964年 - 中田宏、政治家
- 1964年 - 張曼玉、女優
- 1964年 - 金子一馬、イラストレーター
- 1964年 - 手塚貴久、調教師
- 1965年 - 渡辺勝也、監督、演出家
- 1965年 - 斉藤満、元プロ野球選手
- 1966年 - 口笛太郎、口笛奏者
- 1966年 - 小暮紀一、ガラス作家
- 1966年 - 滝内泉、プロデューサー
- 1966年 - ヌーノ・ベッテンコート、ミュージシャン
- 1967年 - 柳広司、小説家、推理作家
- 1967年 - 高橋真美、タレント（元わらべ）
- 1967年 - 麻乃佳世、女優
- 1967年 - 福島明弘、元プロ野球選手
- 1969年 - 工藤めぐみ、元プロレスラー
- 1969年 - 野辺剛正、ミュージシャン
- 1971年 - ヘンリク・ラーション、サッカー選手
- 1971年 - 有田洋之、声優
- 1971年 - 浜渦正志、ゲーム音楽作曲家
- 1972年 - 鈴木砂羽、女優
- 1972年 - 小野優子、元アナウンサー
- 1972年 - 遠藤政隆、元プロ野球選手
- 1973年 - 新井祐子、フェンシング選手
- 1973年 - 石井聖子、元歌手
- 1974年 - 新藤晴一、ミュージシャン（ポルノグラフィティ）
- 1974年 - 糸川敏彦、元スピードスケート選手
- 1974年 - レイチェル・チャン、パーソナリティー
- 1975年 - ファン・パブロ・モントーヤ、F1レーサー
- 1975年 - アーシア・アルジェント、女優
- 1975年 - 岡田みはる、気象予報士、タレント
- 1975年 - 三宅宣行、アナウンサー
- 1976年 - 寺田学、政治家
- 1976年 - 一青窈、歌手
- 1976年 - 倉橋ヨエコ、元歌手
- 1976年 - 堀江由衣[10]、声優、歌手
- 1976年 - 鈴木貴男、テニス選手
- 1976年 - 徳元敏、元プロ野球選手
- 1977年 - 藤原一裕、お笑い芸人（ライセンス）
- 1977年 - 橋龍吾、俳優
- 1977年 - 永瀬知恵、パーソナリティ
- 1977年 - 今井裕介、競輪選手
- 1977年 - 金由起子、元野球選手
- 1977年 - 安室奈美恵、元歌手
- 1977年 - ラディシャ・イリッチ、元サッカー選手（+ 2025年）
- 1977年 - エルキン・ムリージョ、元サッカー選手
- 1978年 - 若林正恭、お笑い芸人（オードリー）
- 1978年 - 滝本竜彦、小説家
- 1978年 - 草下シンヤ、編集者、ライター、マンガ原作者
- 1979年 - 山本英児、元ラグビー選手
- 1979年 - さかいゆう、歌手
- 1979年 - 渡辺雄介、脚本家
- 1980年 - 入野久彦、元プロ野球選手
- 1980年 - 高山香織、アナウンサー
- 1980年 - グスタボ・チャシーン、元プロ野球選手
- 1981年 - 田勢邦史、卓球選手
- 1982年 - 堀江秀幸、津軽三味線・和楽器奏者
- 1982年 - 石黒竜也、キックボクサー
- 1983年 - 杏さゆり、女優
- 1983年 - 磯貝サイモン、ミュージシャン
- 1983年 - 伊藤由奈、歌手
- 1983年 - ショーン・アン、俳優（+ 2015年）
- 1984年 - 高野和馬、騎手
- 1984年 - ブライアン・ジュベール、フィギュアスケート選手
- 1984年 - 高木里代子、ジャズ・ピアニスト
- 1985年 - 山崎真実、タレント
- 1985年 - 西舘さをり、元タレント
- 1985年 - アルバン・プレオベール、フィギュアスケート選手
- 1986年 - 沙倉しずか[11]、タレント、グラビアモデル、レースクイーン
- 1986年 - 土屋修平、プロボクサー
- 1986年 - 種田恵、元競泳選手
- 1986年 - ディエゴ・マラドーナ・ジュニア、サッカー選手
- 1987年 - 鬼頭由芽[12]、ラジオDJ
- 1987年 - サラ・ナトチェニー、声優
- 1988年 - 大本彩乃、歌手（Perfume）
- 1988年 - 久保井朝美、気象予報士、アナウンサー
- 1988年 - 佐藤ありさ、ファッションモデル
- 1988年 - 佐藤千亜妃、ミュージシャン
- 1988年 - スティーブ・ロンバードージー・ジュニア、プロ野球選手
- 1988年 - DYES IWASAKI、音楽家、ボカロP
- 1988年 - 南里美希、ファッションモデル
- 1989年 - 千代田唯、タレント
- 1990年 - 青木沙耶香、プロボクサー
- 1990年 - ケン・ジャイルズ、プロ野球選手
- 1990年 - 一色龍次郎、ミュージカル俳優
- 1990年 - 星美りか、タレント、元AV女優、元グラビアアイドル
- 1991年 - 松川尚瑠輝、俳優
- 1991年 - 沈東燮、元プロ野球選手
- 1991年 - 駒谷麻妃、元野球選手
- 1991年 - 谷本和、柔道家
- 1991年 - 秋山寛貴、お笑いタレント（ハナコ）
- 1992年 - 泉明日香、タレント、グラビアアイドル
- 1992年 - ますぶちさちよ、フードファイター
- 1992年 - ジェフリー・スプリングス、プロ野球選手
- 1994年 - 滝口ひかり、アイドル (ゑんら)
- 1994年 - 末吉咲子、アイドル (風男塾・紅竜真咲)、舞台女優
- 1995年 - ラウラ・デッカー、海洋冒険家
- 1995年 - SAYAKA、パフォーマー（Happiness、元E-girls）
- 1995年 - サミー・ハンラティ、女優
- 1995年 - 金澤豊、歌手
- 1996年 - 島ゆいか、女優、タレント（元可憐Girl's）
- 1997年 - 集貝はな、声優
- 1997年 - 大西桃香、アイドル（元AKB48）
- 1997年 - 加藤有輝、サッカー選手
- 1997年 - 蝦名達夫、プロ野球選手
- 1998年 - 日比美思、女優、グラビアアイドル、歌手（元Dream5）
- 1998年 - 指出毬亜、声優
- 1998年 - 高瀬愛奈、アイドル（日向坂46）
- 1999年 - 雨宮かのん、元アイドル（元はちみつロケット ）
- 1999年 - 上野遥、元アイドル（元HKT48）
- 1999年 - 高橋耕平、サッカー選手
- 1999年 - 藤咲凪、タレント
- 2000年 - 白雪姫乃、元アイドル（悲撃のヒロイン症候群）
- 2001年 - 山内瑞葵、アイドル（AKB48）
- 2001年 - 望月ヘンリー海輝、プロサッカー選手
- 2002年 - 猪狩蒼弥[13]、アイドル（ジュニア、KEY TO LIT、元HiHi Jets ）
- 2002年 - 光野有菜、タレント、グラビアアイドル
- 2003年 - 奥平大兼、俳優
- 2004年 - 辻原輝、陸上競技選手
- 2005年 - はっぴちゃん。、お笑い芸人
- 2006年 - 上野奏貴、キックボクサー
- 2006年 - 寺島季咲、モデル、女優
- 2006年 - 篠原響、プロ野球選手
- 生年不詳 - 阿部里果[14]、声優
- 生年不詳 - 西沢広香、声優
- 生年不詳 - 二木静美、声優

## 忌日

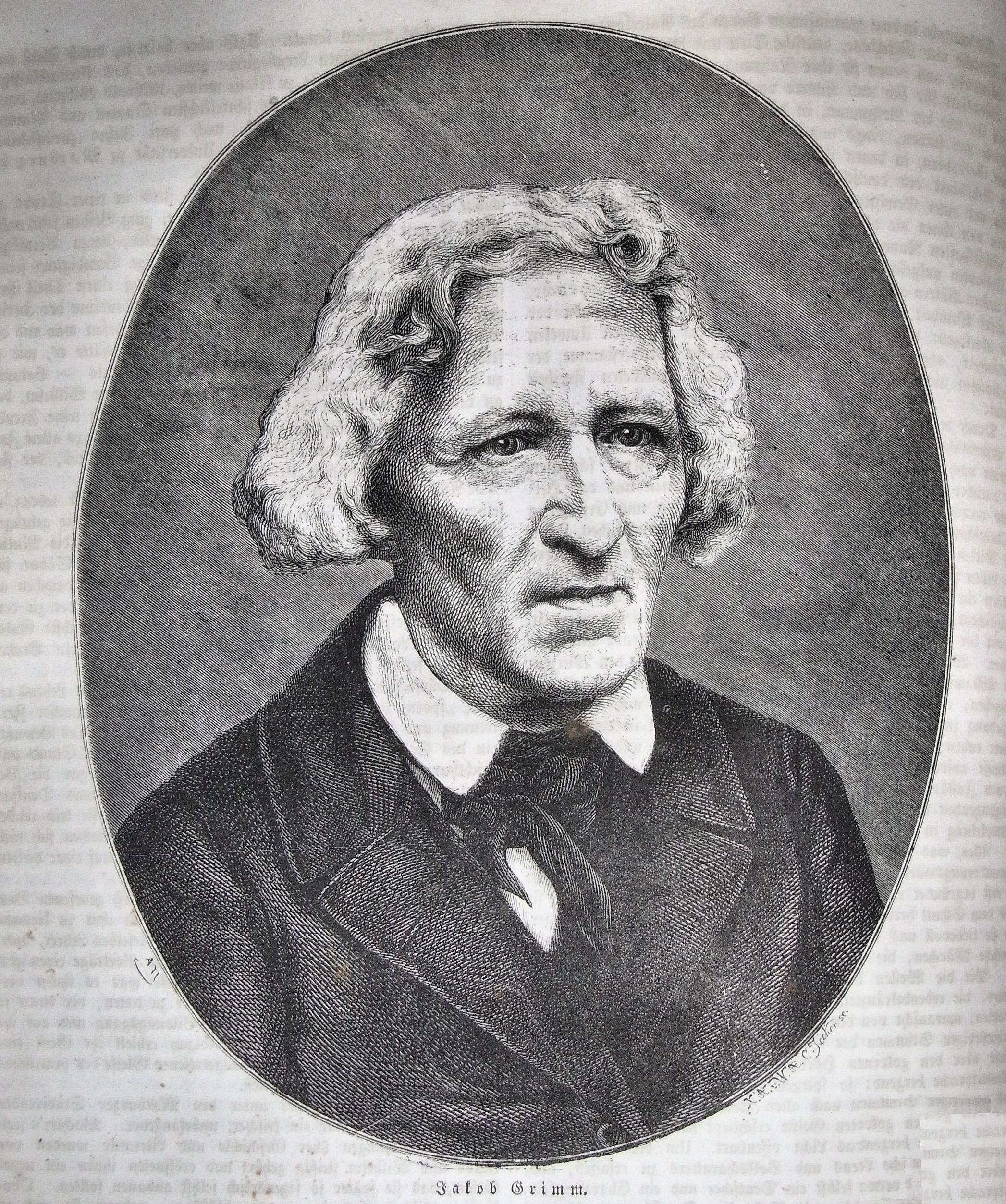
ヤーコプ・グリム(1785-1863)

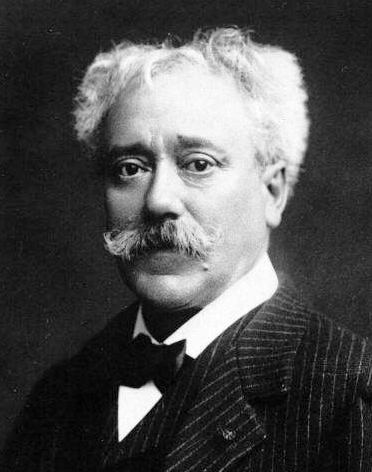
パブロ・デ・サラサーテ(1844-1908)

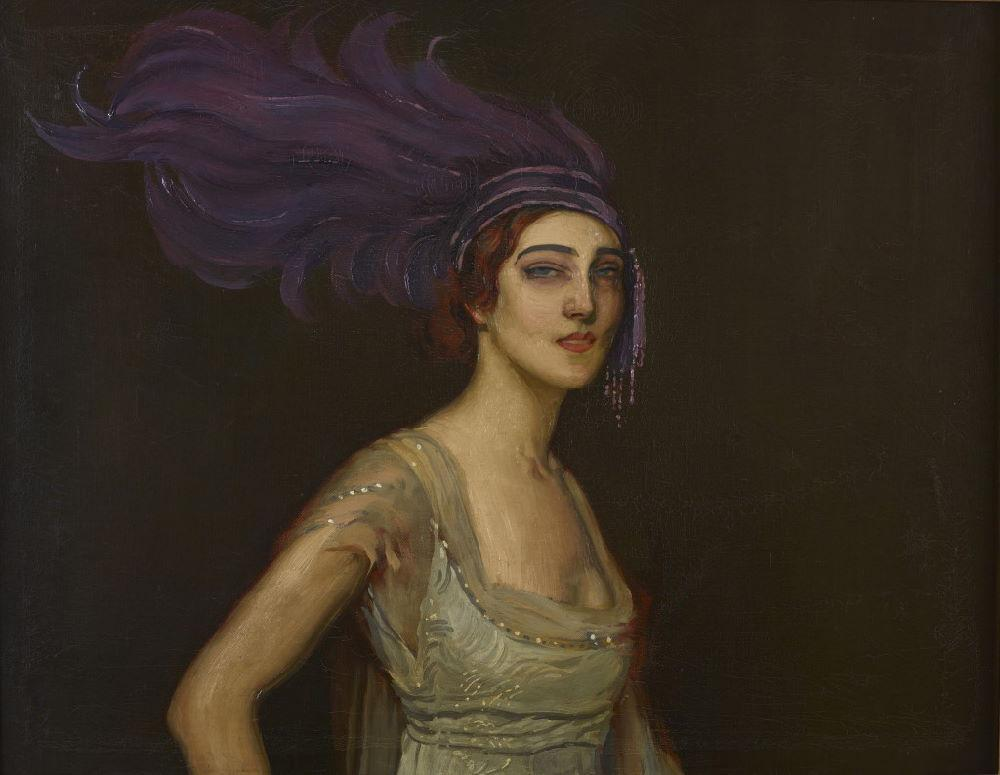
イダ・ルビンシュタイン(1885-1960)

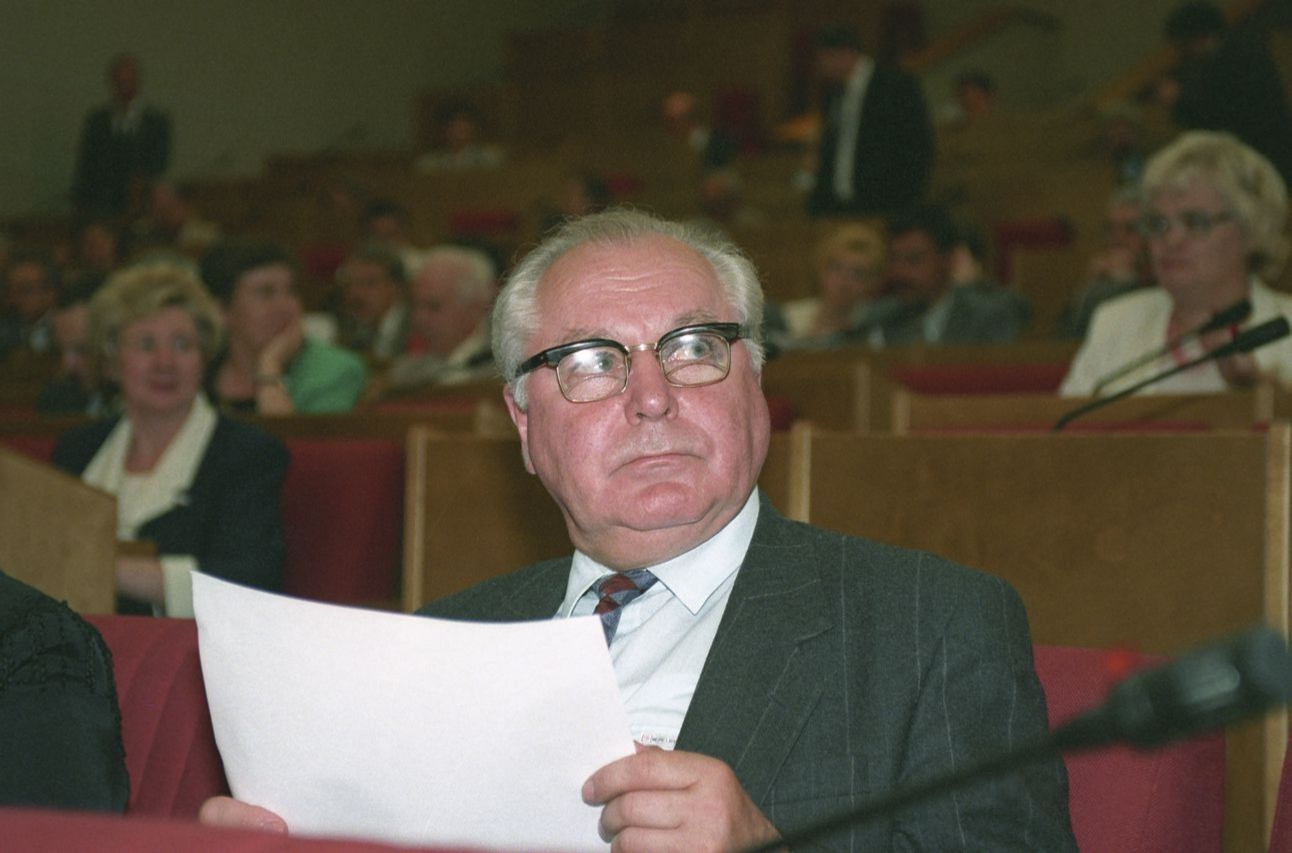
ゲルマン・チトフ(1935-2000)

- 1381年 - ルイ1世、ナポリ王国の対立王（* 1339年）
- 1440年 - フリードリヒ1世、ブランデンブルク選帝侯（* 1371年）
- 1460年 - ジル・バンショワ、作曲家（* 1400年頃）
- 1501年 - アゴスティーノ・バルバリーゴ、ヴェネツィアの元首（ドージェ）（* 1420年）
- 1645年（正保2年8月1日） - 松平忠昌、福井藩主（* 1598年）
- 1714年 - アンナ・ワッサー（ドイツ語版）、画家（* 1678年）
- 1796年 - ファン・ホセ・デ・エルヤル、化学者、鉱物学者、タングステンの単離に成功（* 1754年）
- 1803年 - ロバート・エメット（英語版）、抵抗運動家（* 1778年）
- 1804年 - ピエール・メシャン、天文学者（* 1744年）
- 1815年 - ニコラ・デマレスト（英語版）、地質学者（* 1725年）
- 1840年（天保11年8月25日）- 松平宗発、江戸幕府老中（* 1782年）
- 1862年（文久2年8月27日）- 長野主膳、井伊直弼の謀臣（* 1815年）
- 1863年 - ヤーコプ・グリム、言語学者、グリム兄弟の兄（* 1785年）
- 1884年 - レオポルト・フィッツィンガー、動物学者（* 1802年）
- 1890年 - グスタヴ・ヴィルヘルム・パルム、画家（* 1810年）
- 1898年 - テオドール・フォンターネ、小説家、詩人（* 1819年）
- 1906年 - ロバート・ヒット、政治家（* 1834年）
- 1908年 - パブロ・デ・サラサーテ、作曲家、ヴァイオリン奏者（* 1844年）
- 1917年 - エミール・ボワラック（英語版）、哲学者、心理学者、エスペラント語推進者（* 1851年）
- 1919年 - サイ・セイモアー、プロ野球選手（* 1872年）
- 1931年 - マックス・リットマン、建築家（* 1862年）
- 1931年 - ジョーン・ビーチャム・プロクター、動物学者、爬虫両棲類学者（* 1897年）
- 1932年 - マックス・スレーフォークト、画家（* 1868年）
- 1933年 - アニー・ベサント、作家、神智学協会会長（* 1847年）
- 1937年 - ハリー・ストービー、プロ野球選手（* 1856年）
- 1942年 - ヴァルター・フォン・リュトヴィッツ、軍人（* 1859年）
- 1943年 - 児玉花外、詩人（* 1874年）
- 1943年 - 鈴木梅太郎、農芸化学者（* 1874年）
- 1948年 - 草川信、作曲家（* 1893年）
- 1957年 - ジャン・シベリウス、作曲家（* 1865年）
- 1958年 - 島野庄三郎[15]、実業家、シマノ創業者（* 1894年）
- 1959年 - 粟山博、政治家（* 1884年）
- 1960年 - イダ・ルビンシュタイン、バレリーナ（* 1885年）
- 1960年 - アーネスト・ウィリアム・グッドパスチャー（英語版）、病理学者、医師（* 1886年）
- 1961年 - アンジェイ・ムンク、映画監督（* 1929年）
- 1964年 - ラザール・レヴィ、ピアニスト（* 1882年）
- 1965年 - アーサー・ホームズ、地質学者（* 1890年）
- 1966年 - 草葉隆圓、社会福祉事業家、政治家、僧侶、第24代厚生大臣
- 1971年 - イオルゴス・セフェリス、詩人、外交官（* 1900年）
- 1975年 - サン＝ジョン・ペルス、詩人、外交官（* 1887年）
- 1979年 - 田坂勝彦、映画監督（* 1914年）
- 1980年 - 林家三平 (初代)、落語家（* 1926年）
- 1981年 - 石井光次郎、第54代衆議院議長（* 1889年）
- 1981年 - 大ノ海久光、元大相撲力士（* 1916年）
- 1985年 - 川本泰三、元サッカー選手、指導者（* 1914年）
- 1986年 - 西春彦、外交官（* 1893年）
- 1986年 - 清水亘、水産学者、魚肉ハム・魚肉ソーセージ考案者（* 1900年）
- 1986年 - 日高富明、歌手（元ガロ）（* 1950年）
- 1987年 - 杉山龍丸、陸軍軍人、インドの「緑の父」（* 1919年）
- 1988年 - 東海林武雄、実業家、旭電化工業社長、日本専売公社総裁（* 1900年）
- 1988年 - 中村汀女、俳人（* 1900年）
- 1989年 - 大橋史典、俳優、映画監督（* 1915年）
- 1989年 - リッチー・ギンサー、F1レーサー（* 1930年）
- 1990年 - ジークフリート・ベーレント、指揮者、作曲家（* 1933年）
- 1993年 - エーリヒ・ハルトマン、空軍軍人、敵機撃墜数最多記録（352機）保持者（* 1922年）
- 1993年 - 乾豊彦、実業家、乾汽船会長、日本ゴルフ協会名誉会長（* 1913年）
- 1995年 - 時葉山敏夫、元大相撲力士（* 1944年）
- 1996年 - 舟山正吉、元大蔵事務次官、元日本開発銀行総裁（* 1905年）
- 1996年 - 佐野鋤、作曲家（* 1908年）
- 1996年 - ポール・エルデシュ、数学者（* 1913年）
- 1996年 - 福光尚次、実業家、元阪急百貨店社長（* 1922年）
- 1999年 - ライサ・ゴルバチョワ、ゴルバチョフ書記長夫人（* 1932年）
- 1999年 - 遠藤晴、声優（* 1933年）
- 2000年 - 古谷伸、撮影監督（* 1920年)
- 2000年 - 徳間康快、実業家、徳間書店社長ほか（* 1921年）
- 2000年 - 中村芳二郎[16]、政治家、元島根県松江市長（* 1921年）
- 2000年 - ゲルマン・チトフ、宇宙飛行士、政治家（* 1935年）
- 2003年 - ゴードン・ミッチェル（英語版）、俳優、ボディビルダー（* 1923年）
- 2004年 - 白石一郎、小説家（* 1931年）
- 2004年 - ブライアン・クラフ、サッカー選手、指導者（* 1935年）
- 2005年 - サイモン・ヴィーゼンタール、ナチス戦犯追跡家（* 1908年）
- 2005年 - チャールズ・L・ハーネス、SF作家（* 1915年）
- 2005年 - ゴードン・キャロル、映画プロデューサー（* 1928年）
- 2006年 - スヴェン・ニクヴィスト、映画監督（* 1922年）
- 2006年 - アルミン・ジョルダン、指揮者（* 1932年）
- 2006年 - 酒井秀樹、実業家、元ヒロセ電機社長（* 1934年）
- 2007年 - 四代望月朴清、歌舞伎音楽囃子方、人間国宝（* 1934年）
- 2008年 - ナッピー・ブラウン、ブルース歌手（* 1929年）
- 2009年 - 大江志乃夫、歴史学者、茨城大学名誉教授（* 1928年）
- 2009年 - ケン・ハフ、サッカー選手、クリケット選手（* 1928年）
- 2009年 - 水野忠夫、ロシア文学者、翻訳家（* 1937年）
- 2009年 - 青木宏之、政治家（* 1945年）
- 2009年  - シュフラト・サフィン、チェス選手（* 1970年）
- 2010年 - 竹下直子、第74代内閣総理大臣竹下登の妻（* 1926年)
- 2010年 - 小松敏郎、実業家、元学習研究社（現学研ホールディングス）社長（* 1937年)
- 2010年 - ケニー・マッキンリー、フットボール選手（* 1987年)
- 2011年 - アーチ・ウェスト（英語版）、実業家、ドリトス開発者、元フリトレー副社長（* 1914年）
- 2011年 - 菅井幸雄、演劇評論家、明治大学名誉教授（* 1927年）
- 2011年 - ロバート・ウィテカー、写真家（* 1939年）
- 2011年 - ブルハーヌッディーン・ラッバーニー、政治家、初代アフガニスタン・イスラム国大統領（* 1940年）
- 2013年 - 北村貞太郎、農学者、京都大学名誉教授（* 1933年）
- 2014年 - 平野邦雄、日本史学者、東京女子大学名誉教授（* 1923年）
- 2014年 - 井上忠、哲学者、東京大学名誉教授（* 1926年）
- 2014年 - 小川和佑、文芸評論家、日本近代文学研究者（* 1930年）
- 2014年 - ポリー・バーゲン、女優（* 1930年）
- 2014年 - 土井たか子[17]、政治家（* 1938年）
- 2015年 - 辻谷政久、砲丸職人、元辻谷工業社長（* 1933年）
- 2015年 - 安保由夫、俳優、作曲家（* 1948年）
- 2015年 - 松原徹、労働運動家、元日本プロ野球選手会事務局長（* 1957年）
- 2016年 - アーウィン・ハーン、物理学者、スピンエコー発見者（* 1921年）
- 2016年 - カーティス・ハンソン、映画監督（* 1945年）
- 2017年 - ジョン・ニコルソン、元レーシングドライバー（* 1941年）
- 2017年 - 小峰リリー、衣装デザイナー（* 1947年）
- 2018年 - 王夢恕、鉄道技術者（* 1938年）
- 2018年 - 国友やすゆき、漫画家（* 1953年）
- 2018年 - 田中廣臣[18]、ミュージカル俳優（* 1967年）
- 2019年 - 史明、歴史家、台湾独立運動家（* 1918年）
- 2019年 - 阿部日顕[19]、僧侶、大石寺第67世法主（* 1922年）
- 2019年 - マイルズ・バーニェト、古代ギリシア哲学研究者（* 1939年）
- 2020年 - マイケル・チャップマン、撮影監督（* 1935年）
- 2020年 - 藤木孝[20][21]、俳優、歌手（* 1940年）
- 2021年 - 津金孝邦、書家（* 1929年）
- 2021年 - 田原紘、プロゴルファー（* 1942年）
- 2023年 - 伊東俊太郎、歴史学者（* 1930年）
- 2023年 - 加藤秀俊、社会学者（* 1930年）
- 2023年 - ヨネヤマママコ、パントマイミスト、振付師、女優（* 1935年）
- 2023年 - 池端雪浦、歴史学者（* 1939年）
- 2023年 - ルート・フックス、陸上競技（やり投）選手（* 1946年）
- 2023年 - 野口剛夫、音楽学者、作曲家、指揮者（* 1964年）
- 2024年 - さユり、シンガーソングライター（* 1996年）

## 記念日・年中行事
- 秋の彼岸（ 日本）※このころ
秋分とその前後3日を秋の彼岸という。
- 秋の社日（ 日本、このころ）※秋分に最も近い戊の日
- 敬老の日（ 日本、2004年・2010年・2021年）※9月第3月曜日
- 空の日（ 日本）
1940年、徳川好敏、日野熊蔵両陸軍大尉が代々木練兵場において日本初の動力飛行に成功して30周年、ならびに紀元2600年を記念して制定した「航空日」にその起源を持つ（なお実際には初飛行は12月で、時期を秋の晴れの特異日にしたとされる）。航空の安全と一層の成長を願い広く国民に親しまれるようにアピールしていくのが目的で、1992年に運輸省（現在の国土交通省）航空局が「空の日」へ改称した[22]。航空局・航空会社・空港管理会社等が各地の空港・レーダー事務所等において、管制塔などの空港施設見学、航空教室等を開催し、成田山新勝寺（成田国際空港）や穴守稲荷神社（東京国際空港）、飛行神社などの航空産業と関わりの深い社寺では、航空安全の祈祷式が執り行われる。
- 子供の日（ ドイツ）
- 若者の日（ タイ）
チャクリー王朝の第5代国王ラーマ5世と第8代国王ラーマ8世の誕生日。
- 全国愛牙日（愛歯日）( 中華人民共和国)
1989年に制定。
- 動物愛護週間（ 日本、9月26日まで）
- バスの日（ 日本）
1903年9月20日に、日本で初めての営業バスが京都市内を走ったことに由来し、1987年に日本バス協会が制定。
- お手玉の日（ 日本）
日本のお手玉の会が制定。1992年のこの日、第1回全国お手玉遊び大会が愛媛県新居浜市で開かれた。
- 明治エッセルスーパーカップの日（ 日本）
2024年に発売30周年を迎え、明治が発売開始日にちなみ制定[23]。